# UFC Fight Night: Cowboy vs. Gaethje
UFC Fight Night: Cowboy vs. Gaethje (também conhecido como UFC Fight Night 158 ou UFC on ESPN+ 16) foi um evento de MMA produzido pelo Ultimate Fighting Championship no dia 14 de setembro de 2019, na Rogers Arena, em Vancouver, Canadá.

## Background
O duelo nos leves entre o desafiante dos leves Donald Cerrone e o ex-campeão dos leves do WSOF Justin Gaethje serviu de luta principal da noite.
O duelo nos meio-médios entre Michel Pereira e Sergey Khandozhko estava previsto para este evento. Entretanto, Khandozhkho foi removido do card por problemas com o visto. Ele foi substituído pelo estreante Tristan Connelly. Nas pesagens, Pereira pesou 172 libras (78kg), ficando 1 libra acima do limite da categoria de 171 libras (77,6kg) em lutas que não valem o cinturão.

## Card Oficial
Nota 1 Duffee não conseguiu continuar após receber uma dedada acidental no olho.  

## Bônus da Noite
Os lutadores receberam $50.000 de bônus:
- Luta da Noite:  Tristan Connelly vs.   Michel Pereira (Michel Pereira não recebeu o prêmio, pois não bateu o peso, com isso Tristan Connelly recebeu 100 mil dólares de bônus).
- Performance da Noite:  Justin Gaethje e  Misha Cirkunov

## Ligações Externas
1. ↑  Nota 1